# Eparchie Toronto
Die Eparchie Toronto (lat.: Eparchia Torontinus Ucrainorum) ist eine Eparchie der ukrainischen griechisch-katholischen Kirche mit Sitz in Toronto.
Ihr Gebiet umfasst die kanadischen Provinzen Ontario, Quebec, Neubraunschweig, Neuschottland, Prinz-Eduard-Insel sowie Neufundland und Labrador.

## Geschichte
Die Eparchie Toronto wurde am 19. Januar 1948 durch Papst Pius XII. mit der Apostolischen Konstitution Omnium cuiusvis ritus aus Gebietsabtretungen des Apostolischen Exarchats Kanada als Apostolisches Exarchat Ost-Kanada errichtet. Das Apostolische Exarchat Ost-Kanada wurde am 10. März 1951 in Apostolisches Exarchat Toronto umbenannt.
Am 3. November 1956 wurde das Apostolische Exarchat Toronto durch Pius XII. mit der Apostolischen Konstitution Hanc Apostolicam zur Eparchie erhoben und der Erzeparchie Winnipeg als Suffragandiözese unterstellt.

## Ordinarien

### Apostolische Exarchen von Ost-Kanada
- 1948–1951 Isidore Borecky

### Apostolische Exarchen von Toronto
- 1951–1956 Isidore Borecky

### Bischöfe der Eparchie Toronto
- 1956–1998 Isidore Borecky
  - 1992–1998 Roman Danylak, Apostolischer Administrator
- 1998–2003 Cornelius John Pasichny OSBM
- 2003–2019 Stephen Victor Chmilar
- seit 2022 Bryan Joseph Bayda CSsR